# Kdo byl kdo v našich dějinách ve 20. století
Kdo byl kdo v našich dějinách do roku 1918 a Kdo byl kdo v našich dějinách ve 20. století byly dvě z encyklopedických internetových databází na serveru nakladatelství Libri, zpracované podle jím vydaných encyklopedií:
- AUGUSTA, Pavel et al. Kdo byl kdo v našich dějinách do roku 1918. 4. vyd. Praha: Libri, 2000. 571 s. ISBN 80-85983-94-X[1]
- CHURAŇ, Milan et al. Kdo byl kdo v našich dějinách ve 20. století. 2., rozš. vyd. Praha: Libri, 1998. 1. díl (A–M), 467 s.; 2. díl (N–Ž), 482 s.  ISBN 80-85983-44-3 (1. díl), ISBN 80-85983-64-8 (2. díl), ISBN 80-85983-65-6 (soubor)

Byly také vydány na CD ROM.